# Lampo radio veloce
Un lampo radio veloce (dall'inglese fast radio burst, FRB) è un fenomeno astrofisico di alta energia che si manifesta come un impulso radio transitorio, con durata di pochi millisecondi. Si tratta di lampi molto luminosi nella banda radio, non risolti, a banda larga, provenienti da regioni del cielo esterne alla Via Lattea. Le componenti in frequenza di ciascun lampo presentano un ritardo, legato alla lunghezza d'onda, che permette di esprimere una misura della dispersione. I valori ottenuti per i lampi osservati sono tali da escludere che le loro sorgenti appartengano alla Via Lattea; mentre sono coerenti con una propagazione attraverso un plasma ionizzato. Sull'origine dei lampi radio veloci, ancora sconosciuta, sono state suggerite spiegazioni sia naturali, sia anche artificiali, che rimangono per lo più ipotesi speculative.
La denominazione di ciascun lampo radio veloce è composta dalla sigla FRB seguita dalla data di rilevazione nella forma "AAMMGG". Il primo lampo radio veloce (FRB 010724) è stato scoperto nel 2007 in dati di archivio raccolti il 24 luglio 2001 dall'osservatorio di Parkes, con il radiotelescopio di 64 m di diametro. Da Parkes sono stati rilevati ben 16 dei 18 FRB scoperti tra il 2001 e il 2016. FRB 121102, rilevato il 2 novembre 2012 con il radiotelescopio di Arecibo, è l'unico del quale sono state rilevate delle ripetizioni. Nel gennaio 2020, gli astronomi hanno riportato la posizione precisa di un secondo FRB ripetuto, 180916.

## Storia delle osservazioni

### Il lampo di Lorimer
Durante l'analisi di dati di archivio del 24 luglio 2001, ottenuti con il radiotelescopio di 64 m di diametro dell'osservatorio di Parkes e relativi alle Nubi di Magellano, David Narkevic individuò ad inizio 2007 un segnale radio dalla durata inferiore a 5 millisecondi, caratterizzato da un'intensità cento volte superiore rispetto al rumore di fondo e proveniente da una regione del cielo 3° a destra della Piccola Nube di Magellano. La scoperta fu annunciata nello stesso anno su Science da Duncan Lorimer e colleghi. Le proprietà del fenomeno portarono i ricercatori ad escludere una sua associazione con la Via Lattea o la Piccola Nube di Magellano. Sebbene non abbiano potuto identificarne la sorgente, ritennero ad ogni modo che la sua distanza dalla Terra dovesse essere inferiore ad un gigaparsec. Inoltre, poiché il segnale non si ripeté, i ricercatori ritennero che potesse essere stato originato da un fenomeno catastrofico, come l'esplosione di una supernova o la coalescenza di due buchi neri o stelle di neutroni. Il fenomeno divenne noto come il "lampo di Lorimer", in sigla FRB 010724.

### Origine extragalattica o terrestre: i pèriti
Nel 2010 fu annunciata la scoperta di altri sedici impulsi radio, rilevati sempre dall'osservatorio di Parkes e che presentavano caratteristiche analoghe a FRB 010724, salvo il fatto di essere di chiara origine terrestre. La scoperta dei pèriti (peryton in inglese), come furono chiamati, gettò un'ombra sull'interpretazione extragalattica per il lampo di Lorimer almeno fino al 2015, quando fu identificata la loro causa: i pèriti si manifestavano quando veniva aperto lo sportellino di un forno a microonde ancora in fase di riscaldamento in prossimità del telescopio.
Nel 2012 fu scoperto il primo lampo radio veloce attraverso il radiotelescopio di Arecibo, denominato FRB 121102. Proveniente dalla direzione dell'Auriga, ne fu dimostrata l'origine extragalattica misurandone la dispersione. Altri quattro lampi che supportarono l'ipotesi della probabile origine extragalattica furono identificati nel 2013.
FRB 140514, individuato in tempo reale, presentava polarizzazione circolare al 21% (± 7%). Nel 2015, fu identificato in dati di archivio del 2011 del radiotelescopio di Green Bank, il primo segnale di cui fu determinata la polarizzazione lineare. Anche in questo caso, misure della dispersione condussero a ritenerlo di origine extragalattica, con la sorgente ad una distanza anche di sei miliardi di anni luce dalla Terra.

## FRB rilevanti

### FRB 150418
Il 18 aprile 2015, l'osservatorio di Parkes rilevò FRB 150418; entro alcune ore, diversi telescopi tra i quali l'Australia Telescope Compact Array individuarono un segnale residuo del lampo, che impiegò sei giorni per dissolversi. Per identificarne la controparte visuale, fu utilizzato il telescopio Subaru; ciò condusse ad associare il lampo ad una galassia ellittica a sei miliardi di anni luce dalla Terra. Tuttavia, l'associazione fu subito contestata e nell'aprile del 2016 fu invece stabilito che l'emissione residua, ancora persistente e quindi scollegata col lampo radio, era invece associata ad un nucleo galattico attivo.

### FRB 121102
Nel novembre del 2015, l'astronomo Paul Scholz ha trovato, in dati di archivio ottenuti tramite il radiotelescopio di Arecibo tra maggio e giugno del 2015, dieci ripetizioni non periodiche di un lampo radio veloce che per misura della dispersione e direzione della sorgente erano compatibili con FRB 121102, rilevato nel 2012. Ciò ha portato innanzitutto ad ipotizzare che la causa dei lampi radio veloci non possano essere fenomeni distruttivi, come la collisione di buchi neri o stelle di neutroni, che non sarebbero ripetibili. L'origine del fenomeno potrebbe allora trovarsi nelle magnetar (stelle di neutroni che possiedono un enorme campo magnetico)..
Nel dicembre del 2016 furono segnalate altre sei ripetizioni che permisero di identificare la sorgente del segnale in una piccola galassia a oltre 3 miliardi d'anni luce dalla Terra, sede di attività di formazione stellare (la probabilità che ciò sia una coincidenza è inferiore a 3 × 10−4). La scoperta, che si è guadagnata la copertina di Nature, è stata resa possibile dalla collaborazione tra il radiotelescopio di Arecibo e la European VLBI Network (EVN).
Nel 2016, inoltre, il Molonglo Observatory Synthesis Telescope (MOST), in Australia, con le sue due antenne ha rilevato tre lampi radio veloci, permettendo la prima analisi interferometrica del fenomeno.
Un ulteriore studio effettuato sui dati disponibili del lampo FRB 121102 ha consentito di stimare la frequenza con cui si verificano i FRB nell'universo osservabile,

### FRB 181112
A novembre 2018 il radiotelescopio Australian Square Kilometre Array Pathfinder (ASKAP) ha intercettato FRB 181112, un lampo veloce i cui impulsi erano della durata di circa 40 microsecondi. La peculiarità di questo segnale è che osservazioni successive con ulteriori telescopi hanno rivelato che gli impulsi radio hanno attraversato l'alone di una galassia massiccia. Poiché non si è notato un sensibile disturbo del segnale a causa del suo passaggio attraverso tale alone, se ne è potuta stimare la densità, non superiore a 0,1 atomi per centimetro cubo..

### FRB 200428
Il 28 aprile 2020 il radiotelescopio CHIME ha rilevato forti emissioni radio da parte della magnetar SGR 1935+2154, attribuite a un lampo radio veloce. Si tratterebbe del primo lampo radio veloce individuato con precisione insieme alla sorgente, situata nella Via Lattea, e insieme a forti emissioni nei raggi X e gamma.